# Élections sénatoriales de 2020 en Corse-du-Sud
Les élections sénatoriales en Corse-du-Sud ont lieu le dimanche 27 septembre 2020. Elles ont pour but d'élire le sénateur représentant le département au Sénat pour un mandat de six ans.

## Contexte départemental
Lors des élections sénatoriales de 2014 en Corse-du-Sud, Jean-Jacques Panunzi a été élu sénateur.
Depuis, tous les effectifs du collège électoral des grands électeurs ont été renouvelés, avec les élections départementales de 2015, les élections territoriales de 2017 en Corse, les élections législatives de 2017 et les élections municipales de 2020.

## Sénateur sortant
| Sénateur | Sénateur             | Parti | Fonctions lors de l'élection en 2014 |
| -------- | -------------------- | ----- | ------------------------------------ |
|          | Jean-Jacques Panunzi | LR    | Président du conseil général         |

## Présentation des candidats et des suppléants
Le nouveau représentant est élu pour une législature de 6 ans au suffrage universel indirect par les 417 grands électeurs du département. En Corse-du-Sud, le sénateur est élu au scrutin majoritaire à deux tours. Le nombre reste inchangé, un sénateur est à élire. Il y aura plusieurs candidats dans le département, chacun avec un suppléant.
| N°  | Candidats | Candidats              | Parti | Principales fonctions       |
| --- | --------- | ---------------------- | ----- | --------------------------- |
|     |           |                        |       |                             |
| T 1 |           | Jean-Jacques Panunzi * | LR    | Sénateur sortant            |
| s 1 |           | Simone Guerrini        | LR    | Adjointe au maire d'Ajaccio |
|     |           |                        |       |                             |
| T 2 |           | Baron Mariani          | DIV   |                             |
| s 2 |           | Marie-Louise d'Angelis | DIV   |                             |

## Résultats
| Candidats                | Candidats                | Parti                    | Nuance                   | Premier tour | Premier tour |
| Candidats                | Candidats                | Parti                    | Nuance                   | Voix         | %            |
| ------------------------ | ------------------------ | ------------------------ | ------------------------ | ------------ | ------------ |
|                          | Jean-Jacques Panunzi     | LR                       | LR                       | 336          | 97,67        |
|                          | Baron Mariani            | SE                       | DIV                      | 8            | 2,33         |
|                          |                          |                          |                          |              |              |
| Votes valides            | Votes valides            | Votes valides            | Votes valides            | 344          | 85,15        |
| Votes blancs             | Votes blancs             | Votes blancs             | Votes blancs             | 29           | 7,18         |
| Votes nuls               | Votes nuls               | Votes nuls               | Votes nuls               | 31           | 7,67         |
| Total                    | Total                    | Total                    | Total                    | 404          | 100          |
| Abstention               | Abstention               | Abstention               | Abstention               | 23           | 5,39         |
| Inscrits / participation | Inscrits / participation | Inscrits / participation | Inscrits / participation | 427          | 94,61        |